# Aquivaldo Mosquera
Aquivaldo Mosquera Romaña (Apartadó, 22 juni 1981) is een Colombiaans voetballer. Hij speelt sinds de zomer van 2014 als centrale verdediger bij de Mexicaanse club CF Pachuca.

## Clubcarrière
Mosquera, bijgenaamd Archivaldo en La Barrera, begon zijn profloopbaan in 2001 bij Atlético Nacional. Met die club won hij in 2005 de Colombiaanse landstitel, waarna hij vertrok naar de Mexicaanse club CF Pachuca. Na twee succesvolle jaren verkaste hij naar Europa en sloot zich aan bij Sevilla FC. In 2014 keerde Mosquera terug bij Pachuca, na vijf jaar bij Club América te hebben gespeeld. Na tweemaal landskampioen te zijn geworden bij Pachuca werd Mosquera bij América in het seizoen 2012/13 voor de derde maal kampioen van de Mexicaanse competitie.

## Interlandcarrière
Onder leiding van bondscoach Reinaldo Rueda maakte Mosquera zijn debuut voor het Colombiaans voetbalelftal op 23 februari 2005 in het oefenduel tegen Mexico (1–1). Sindsdien was de verdediger een vaste waarde in de nationale ploeg. Hij nam met zijn vaderland deel aan de strijd om de Copa América 2011 in Argentinië. Mosquerda speelde op 14 augustus 2013 zijn 29ste en laatste interland, een oefenwedstrijd tegen Servië (1–0 winst).

## Erelijst
Atlético Nacional
- Copa Mustang

2005
 Pachuca CF
- Primera División

Clausura 2006, Clausura 2007
- CONCACAF Champions League

2007
- Copa Sudamericana

2006
 Sevilla FC
- Supercopa

2007